# うたごえ運動
うたごえ運動（うたごえうんどう）は、第二次世界大戦後の日本における合唱団の演奏活動を中心とした大衆的な社会運動・政治運動である。共産主義もしくは社会民主主義を思想的な基盤として、労働運動や学生運動と結びつきながら、全国各地の職場、学園、居住地に合唱サークルを組織し、1950年代から1960年代にその最盛期を迎えた。声楽家の関鑑子が運動の創始者とされる。
うたごえ運動においては「うたごえ」と平仮名表記を行う。これは、初代団長・清宮正光が中央合唱団の機関紙名として「当時まで中学も出られなかったような労働者を広く対象にして運動する目的からです」との趣旨でつけたのがはじまりとされている。

## 概説
革命歌、労働歌、平和のうた、ロシア民謡などをレパートリーとしつつ、歌の創作活動も行う。
うたごえ運動は、1960年代に職場や学生のサークル、当時流行した歌声喫茶などを拠点に、日本全国での普及をみた。「歌ってマルクス、踊ってレーニン」というキャッチコピーが用いられた。また、日本の工業化や農村離れが進むなか、失われつつある民謡や演舞などを再発掘するという民族主義的な側面も持ち合わせていた。柴垣和夫はこの運動の流行原因を、これらの歌（ロシア民謡や日本の大衆運動の中から生まれた歌）には多かれ少なかれ、抑圧に対する抵抗や反戦平和を訴える歌詞と、流行歌やラジオ歌謡にはない斬新なメロディーが含まれていて、青年や学生の心を捉えたと分析している。
「日本のうたごえ全国協議会」は2013年の段階で、加盟団体（うたごえサークル）の達成目標数を「500団体」としている。

## 歴史

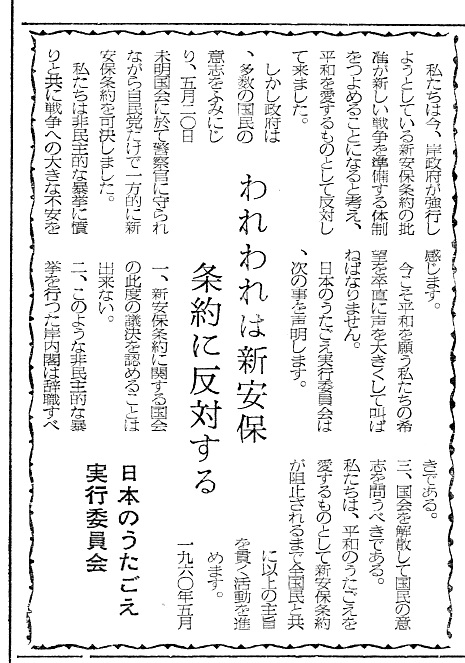
日本のうたごえ実行委員会の声明（「うたごえ新聞」1960年6月11日号より）

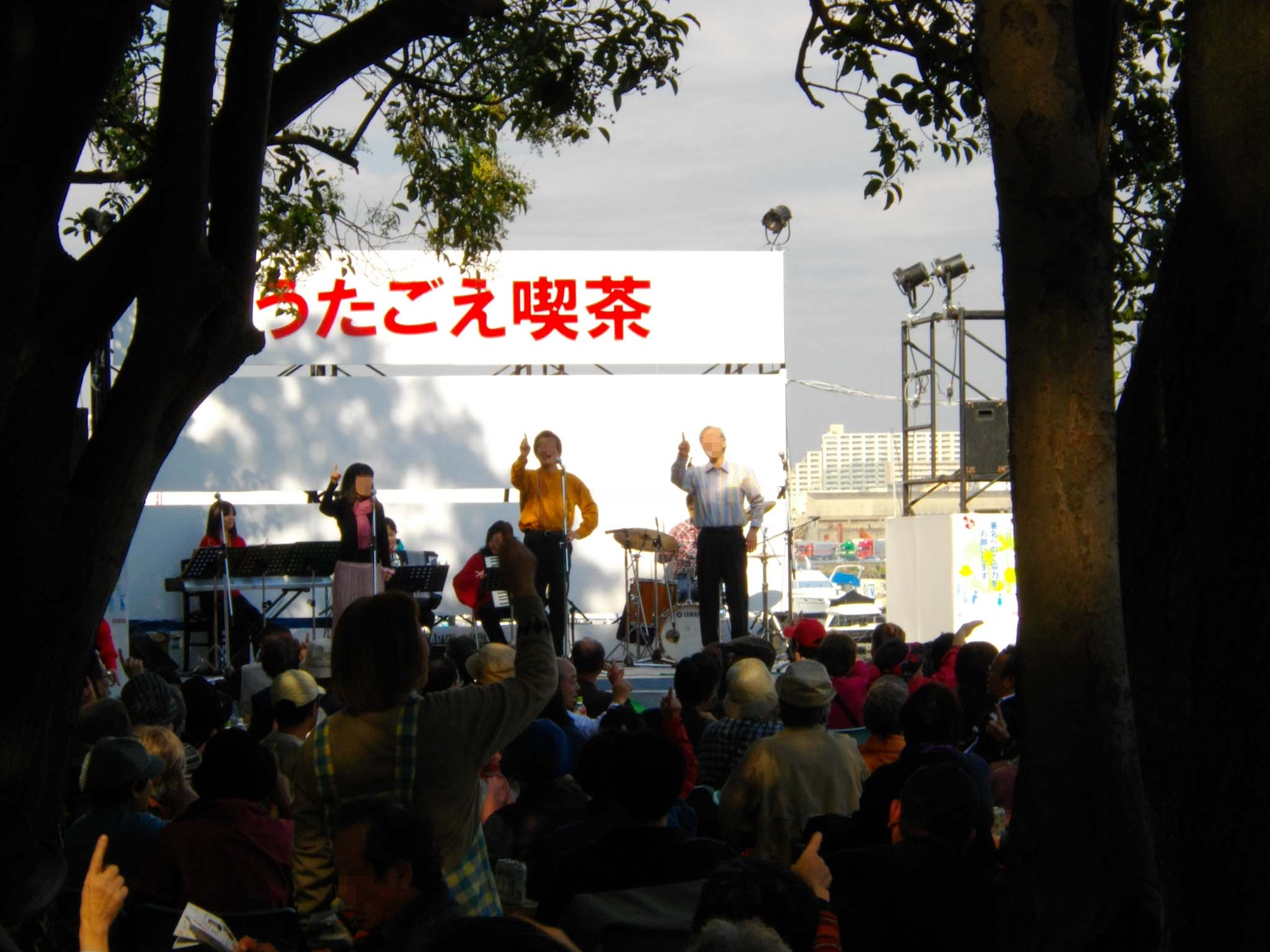
日本共産党主催赤旗まつり内企画としての「うたごえ喫茶」（2010年東京）

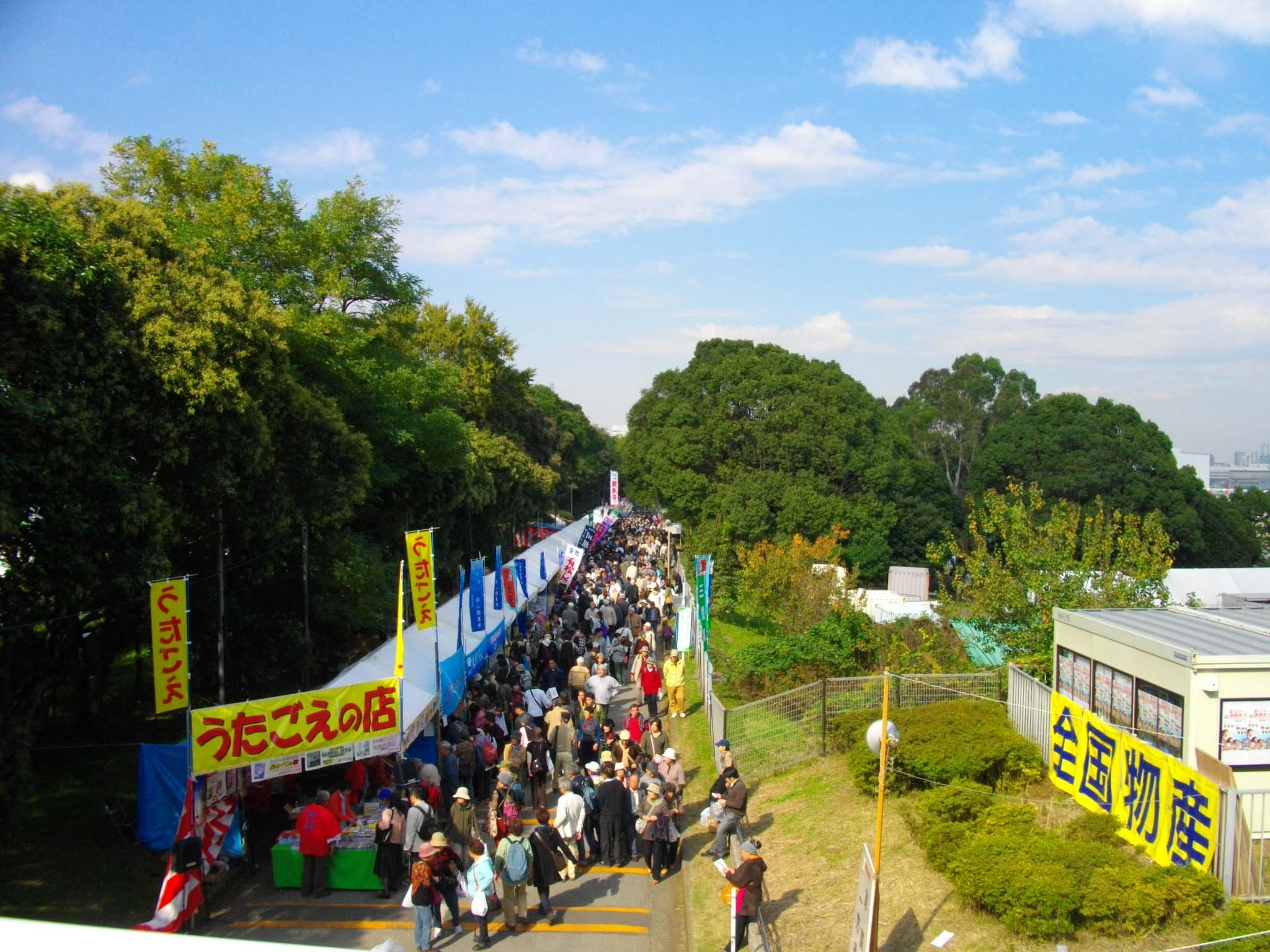
赤旗まつりで模擬店を出すうたごえ団体（2010年東京）

- 1947年、日本青年共産同盟中央コーラス隊が演奏活動を開始[6]。
- 1948年2月10日、関鑑子の指導のもとに中央合唱団が日本共産青年同盟の音楽部門として結成される[7]。
- 1953年11月29日、「1953年日本のうたごえ祭典」を日比谷公会堂・神田共立講堂で開催[7]。
- 1954年11月27日、「原爆許すまじ-1954年日本のうたごえ祭典」を神田共立講堂・東京体育館で開催[8]。
- 1955年2月、日本のうたごえ実行委員会発足。
- 1955年11月26日、「1955年日本のうたごえ祭典」を両国国際スタジアムで開催[7]。
- 1955年12月7日付の読売新聞朝刊8面に、芥川也寸志の論評『「うたごえ」に望む』（いわゆる『五つの提言』）が掲載される。理論の欠如・政治闘争との結びつき・活動拡大の方針・音楽レベルの追求・プロとの連携について触れたこの提言は波紋を呼んだ[9]。
- 1956年1月20日、関鑑子と美空ひばりが懇談[10]。同年、新宿にうたごえ喫茶「灯（ともしび）」開店。
- 1960年5月、日米安全保障条約改定案の衆議院本会議での可決（同年5月20日）に対し、日本のうたごえ実行委員会が「われわれは新安保条約に反対する」との声明を発表[11]。
- 1965年11月4日、総評系の全電通・全逓・全林野が中心となり、日本社会党をはじめ私鉄総連・国労・全専売などの労働組合とその関係者らが日本音楽協議会（初代会長は芥川也寸志）を結成し、日本のうたごえ実行委員会から離脱する。
- 1967年11月7日、歌劇「沖縄」の抜粋初演を、沖縄県那覇市の琉球新報ホールで実現[12]。
- 1967年11月25日・11月26日、歌劇「沖縄」、日本本土における抜粋初演。日本武道館にて[13]。
- 1969年12月10日、歌劇「沖縄」完成・全幕初演。渋谷公会堂にて[14]。
- 1971年4月、日本のうたごえ実行委員会理論誌「季刊日本のうたごえ」第1号発刊[15]。
- 1973年8月25日、第6回日本のうたごえ実行委員会総会で、「日本のうたごえ実行委員会」を「日本のうたごえ全国協議会」に改称するなどの規約改正案を採択[16]。
- 1974年2月25日、第7回日本のうたごえ全国協議会総会で「新方針」を採択[16]。中央合唱団の結成以来、「26年間におよぶうたごえ運動にたいする日本共産党の援助と指導」を再確認[17]。「国民の99パーセント以上を革新統一に結集する課題に応えるようなうたごえの普及活動をすすめ」るため、以後のうたごえサークル活動からは「労働者的」「階級的」「革命的」な意識や主張を排除すべきと規定[17]。

## うたごえ運動とポピュラー音楽
創作を活動の源泉とするうたごえ運動であるが、荒木栄などが活動した1960年頃から1970年代初頭までの間は、自分たち以外の音楽ジャンルについて、ジャズやポップスはアメリカ帝国の日本への文化侵略、演歌や歌謡曲は単なる大衆迎合などという解釈を与えていた。また当時流行していた反戦フォークなどに対しては、「社会派歌謡曲」「資本に泳がされている」「大衆の不満をそらすためのガス抜き弁」などとの解釈を与え、ほぼ敵対に近い状態であった。
1970年代になって安保闘争など左翼の大衆運動が衰退すると、今度はポップスを研究して新しい傾向の創作を始めた。
また日本のポピュラー音楽界にも、もんたよしのり、上條恒彦やさとう宗幸のように、歌声喫茶のリーダーの経験者もいる。いずみたくは、うたごえ運動より、日本のポップスの作曲を多く手がけている。
一方、阿久悠は歌声喫茶には行かず、モダンジャズ喫茶に行っていたことを回想している。山本夏彦は、テレビ番組の懐メロ企画において古賀政男のヒット曲は登場しても、うたごえ運動からのヒット曲は一つも出てこないことを指摘している。

## うたごえと労働運動
「うたは闘いとともに」のスローガンのもと、企業で不当差別されている人を励ます曲が多く創作されている。また1960年代には、職場・学園・地域にうたごえ活動家を育成し、その思想的・政治的・芸術的資質を高めることが、日本共産党の文化・大衆活動における重要課題であった。1960年安保闘争・三池闘争を経験したうたごえ活動家たちの中から、大勢の入党者が生まれたとされる。

## うたごえでよく歌われる歌
うたごえ運動でよく歌われる歌は、みんなで歌いやすく、広く普及している歌が中心である。ロシア民謡やフォークソングもよく歌われる。